# Laxmipura, Harapanahalli
Laxmipura là một làng thuộc tehsil Harapanahalli, huyện Davanagere, bang Karnataka, Ấn Độ.